# Malá Morávka (stacja kolejowa)
Malá Morávka – stacja kolejowa w Malej Morávce, w kraju morawsko-śląskim, w Czechach. Stacja znajduje się na wysokości 640 m n.p.m. i jest stacją końcową linii kolejowej nr 312.